# 小林弘和
小林　弘和 （こばやし　ひろかず、1951年7月1日 - ）は日本の政治学者。埼玉県出身。専攻は行政学、地方自治。専修大学法学部教授。

## 学歴
- 1975年 - 早稲田大学政治経済学部卒業
- 1978年 - 早稲田大学大学院法学政治学研究科修士課程修了
- 1984年 - 成蹊大学大学院法学政治学研究科博士課程修了[1]

## 職歴
- 1988年4月 - 専修大学法学部講師
- 1989年4月 - 専修大学法学部助教授
- 1995年4月 - 専修大学法学部教授

## 社会的活動
- 開かれた議会をめざす会顧問

## 関連サイト
- 専修大学研究者情報データベース
- 開かれた議会をめざす会